# Aeroportul Internațional Chuuk
Aeroportul Internațional Chuuk (IATA: TKK, ICAO: PTKK) este un aeroport din Weno, Chuuk, Micronezia ce deservește zona Weno. 
Situat la o altitudine de 3 m, aeroportul dispune de 1 pistă.

## Infrastructură

### Piste
Aeroportul dispune de o singură pistă. Pista 04/22 are suprafața de asfalt și dimensiunile 1.831 m × 45 m. 